# Letícia Parente
Letícia Parente (Salvador, 1930 - Rio de Janeiro, Brasil, 1991) fou una artista brasilera. Doctora en química, va ser professora titular de la Universitat Federal de Ceará i de la Pontifícia Universidade Católica do Rio de Janeiro.
Les seves obres de vídeo sovint se centren a mostrar que totes les accions que es duen a terme en l'entorn domèstic es poden considerar típicament femenines. Tarefa I (Tasca I, 1982) està ambientada en una cambra de safareig, que a les llars brasileres de classe benestant és domini pràcticament exclusiu de criades i servents en general. La filmació mostra una dona negra amb uniforme de minyona «planxant» una dona blanca que està estirada immòbil al damunt d'una taula de planxar, en el que és una reflexió sobre el racisme i el gènere inherent a l'obra.
En una altra de les seves filmacions, Preparação I (Preparació I, 1975), l'artista observa la imatge de la seva cara en un mirall, amb els ulls i la boca tapats amb cinta adhesiva, mentre va marcant-se els trets facials amb maquillatge per damunt de la cinta. En paraules de Parente, el vídeo té un caràcter testimonial; amb ell «a través del cos» revela la seva «relació com a ésser individual amb el context sociopolític» de l'època.